# Elena Penescu Liciu
Elena Penescu Liciu (n. 1910, București, România – d. 1996, București, România) a fost o balerină, maestru coregraf (din 1973) și scenografă română. A fost fiica actorului Petre Liciu și mătușă a balerinei Irinel Liciu.

## Activitate
A studiat baletul la Paris și în Italia. La 16 ani a debutat pe scena Operei din Haga. La 18 ani a devenit prim-balerină a Operei din Cluj. În 1931 câștigă prin concurs un post de prim balerină la Opera Italiană din Haga. În 1934 revine definitiv în țară și devine prim-balerina Operei și Operetei din București, dansând în spectacolele de repertoriu.
A fost creatoare de școală de balet în România: școala de dans Liciu a început să funcționeze pe strada Braziliei la nr. 59, în cartierul Dorobanți din București din 1943 și, alături de studioul Florei Capsali, care funcționa din 1921, au format, practic, tot baletul românesc. Printre elevii săi s-au numărat: Ioan Tugearu, Alexa Mezincescu, Margareta Zirra, Mihaela Atanasiu, Mireille Savopol, Vasile Solomon, Cornel Patrichi, Doina Andronache, Adina Cezar ș.a.
S-a stins din viață la vârsta de 86 de ani, în București.

## Distincții
- Medalia Muncii (7 martie 1956) „cu prilejul împlinirii a cinci ani de activitate a Teatrului de stat de operetă și pentru merite deosebite în muncă”[5]
- Ordinul „Meritul Cultural” clasa a III-a (12 septembrie 1968) „pentru merite deosebite în activitatea muzicală”[6]